# Dietmar Palloks
Dietmar Palloks (* 2. Dezember 1941 in Lötzen/Giżycko) ist ein deutscher Industriedesigner und war Hochschullehrer.

## Leben und Werk
Palloks machte das Abitur und von 1960 bis 1962 eine Berufsausbildung als Maschinenschlosser. Von 1962 bis 1967 studiert er bei Rudi Högner im Fachgebiet Formgestaltung an der Kunsthochschule Berlin-Weißensee (KHS). 1967/1968 hatte er bei Högner eine Aspirantur. Von 1968 bis 1972 arbeitete er als Industrieformgestalter und stellvertretender Abteilungsleiter der Fachabteilung „Gestaltung und Ingenieurpsychologie“ am Institut für Regelungstechnik.
Von 1969 bis 1975 hatte er einen Lehrauftrag im Fachgebiet Formgestaltung an der KHS. Von 1972 bis 1975 war er dort Oberassistent, ab 1975 Dozent. Palloks war an der Entwicklung u. a. neuer Geräte- und Gehäusegenerationen von tragbaren Transistorempfängern, handgeführter druckluftbetriebener Werkzeuge, des Motorrads ETZ 250 und diverser Konsumgüter beteiligt. Er war Gutachter beim Deutschen Amt für Messwesen und Warenprüfung, wirkte als Juror bei Design-Wettbewerben und beteiligte sich aktiv an nationalen und internationalen Seminaren, GiżyckoSymposien, Konferenzen. 1987 erhielt er den Designpreis der DDR.
Im April/Mai 1989 übte er eine Lehrtätigkeit an der Kunsthochschule in Addis Abeba aus.
Nach der deutschen Wiedervereinigung war Palloks ab 1990 Leiter der Abteilung Industrie-Design an der KHS. Von 1992 bis zum Ausscheiden aus dem Hochschuldienst hatte er eine Professur für Produktgestaltung und war er Fachgebietssprecher. Palloks beeinflusste maßgeblich das Profil des Designstudiums an der KHS.
Zu seinen Schülerinnen und Schülern gehörte u. a. Reinhard Beckert (* 1952), Ines Bruhn (* 1959), Detlev Ruß (* 1951) und Michael Sohn.
Palloks war von 1971 bis 1990 Mitglied des Verband Bildender Künstler der DDR. 1990 gehörte er zu den Gründern des Designerverbandes e. V., dessen Vorstand er angehörte. Von 1993 bis 2010 war er Vorsitzender des Stiftungsrats der Stiftung Industrie- und Alltagskultur.

## Rezeption
„Dietmar Palloks vertritt eine praxisbezogene und zugleich zukunftsorientierte Lehre, die mit Verantwortung für alltagskulturelle Phänomene und Prozesse verbunden ist, sowie ein funktional betontes Design.“

## Fachpublikationen (unvollständig)
- Pumpen. In: Form + Zweck, Berlin, 2/1982, S. 35–36

## Ausstellungen (unvollständig)
- 1972/1973 und 1977/1978: Dresden, VII. und VIII. Kunstausstellung der DDR
- 1973: Ljubljana, 5. Biennale des Designs